# Lombarde (initiaal)

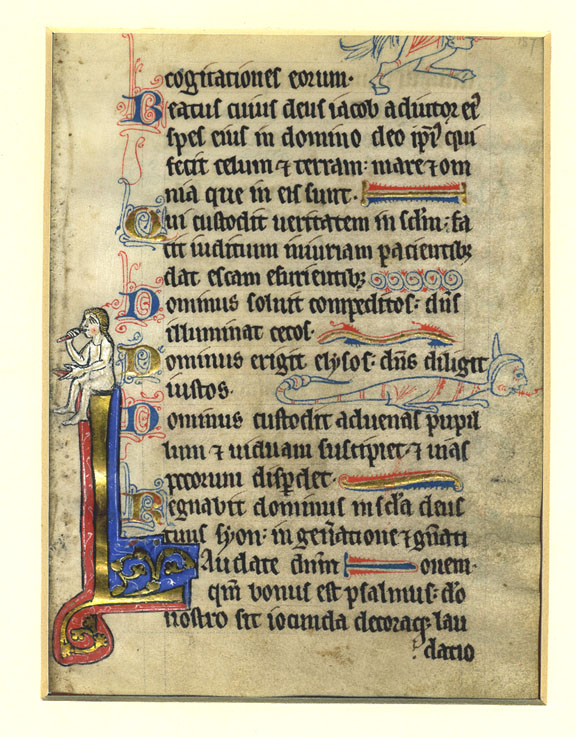
Manuscript begin 14e eeuw, diverse lombarden en versierde initiaal L

Een lombarde is een type van initiaal dat in handschriften vaak gebruikt werd om het begin van verzen en paragrafen aan te duiden. Het is een niet gebroken pregotische initiaal die in het gotische schrift werd opgenomen en in gebruik is gebleven bij de productie van handschriften tot in de 16e eeuw. De lombarde werd afgeleid van de unciaal en niet van de littera textualis of het gotische boekschrift.
De Lombarde kreeg zijn naam van de humanisten. De Italiaanse humanisten gebruikten graag de naam Lombardisch voor het Beneventaans schrift omdat die voor hen verwees naar de barbaren en de duistere middeleeuwen waarvan zij zich wilden distantiëren. Poggio Bracciolini (1380-1459) was een van de eersten om de term te gebruiken. Ook Jean Mabillon, de grondlegger van de oorkondeleer en paleografie., zal het schrift zo noemen in zijn De re diplomatica. 

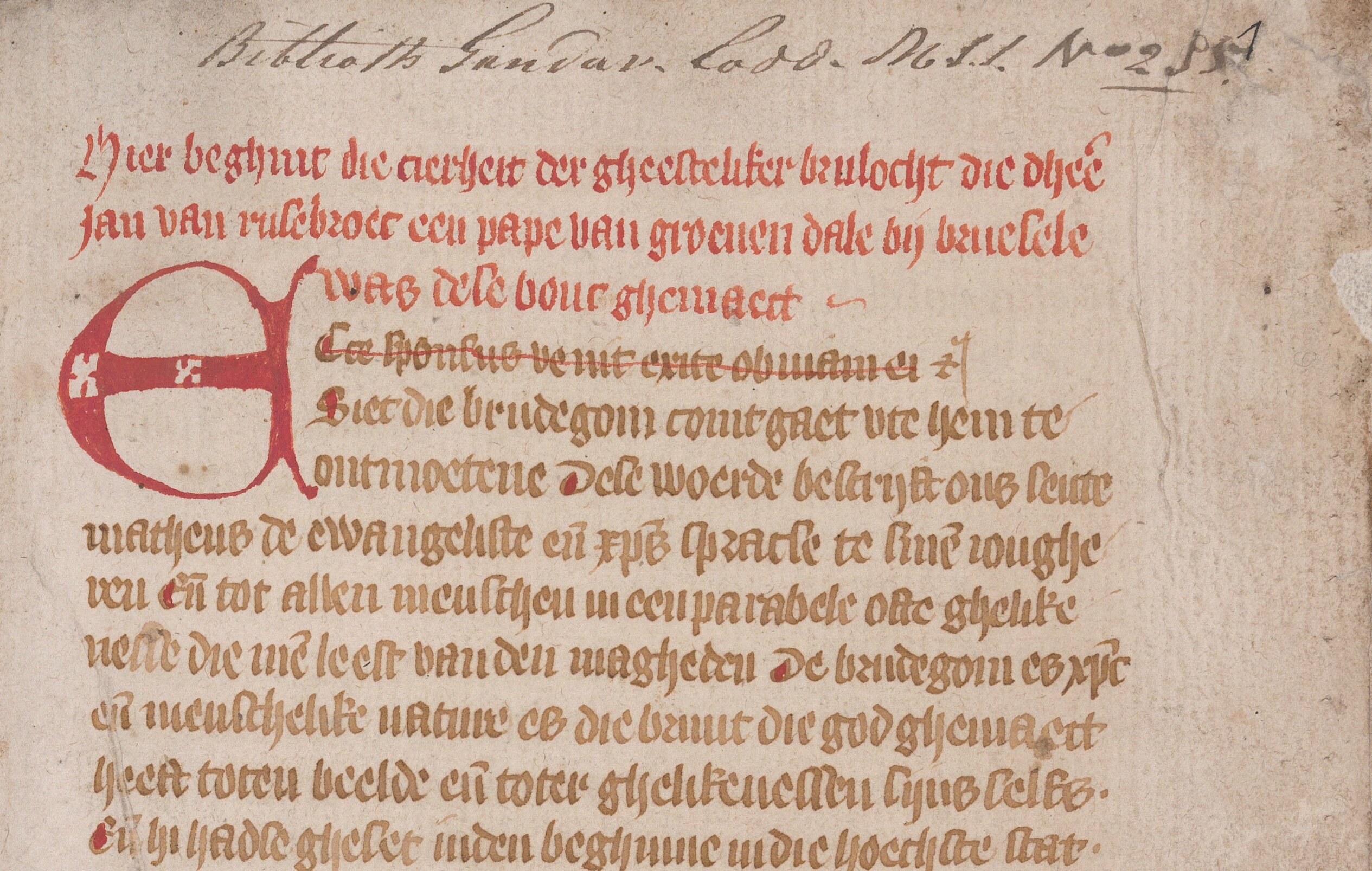
Die cierheit der gheesteliker brulocht (ff. 1r-89v); andere devotie teksten (ff. 89v-94r). Vlaanderen, 1e helft 15e eeuw.

De lombarden waren dikwijls niet versierd maar (afwisselend) rood of blauw gekleurd, ze werden aangebracht met de pen of geschilderd met het penseel. Er waren echter ook luxueuze handschriften waar ze in alle mogelijke kleuren en zelfs in  bladgoud werden gemaakt. In dergelijke luxueuze handschriften werden de lombarden soms uitbundig versierd met penwerk.

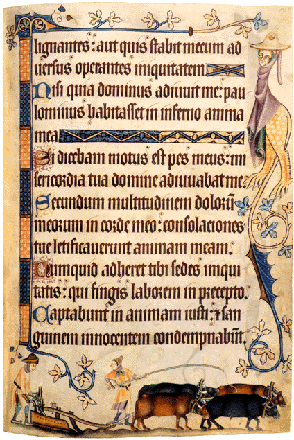
Luttrell Psalter – pagina met diverse lombarden.

In tegenstelling tot de andere versierde initialen zijn lombarden meestal slechts een tot drie lijnen hoog. Dikwijls wordt de hoogte van de letter gebruikt om de tekst te structureren. Een mooi voorbeeld hiervan kan men terugvinden in een Middelnederlands getijdenboek van de Diocesane- en Dombibliotheek Keulen (Codex 1117) waar bijvoorbeeld het begin van de psalmen binnen een getijde wordt aangeduid met een lombarde van drie lijnen hoog terwijl het begin van antifonen en reponses wordt gemerkt met een lombarde van twee lijnen hoog. De versalen van de psalmen krijgen een lombarde van één lijn hoog.
De lombarden werden veelal niet geschreven door de kopiist maar later toegevoegd door de rubricator. Tijdens het schrijven liet de kopiist daar waar een lombarde moest komen ruimte in de kolom open. Om er nu voor te zorgen dat de rubricator de juiste letter schilderde, zette de kopiist de te schilderen letter in de marge of op de plaats zelf. Een dergelijk loodslettertje noemen we een lettre d'attente of een representant.
Bij de eerste gedrukte boeken werd ook nog vaak gebruikgemaakt van lombarden. Die werden dikwijls niet gedrukt maar later met de hand geschilderd. Een voorbeeld daarvan kan men vinden in de Delftse Bijbel.